# Isorropus lateritea
Isorropus lateritea är en fjärilsart som beskrevs av De Toulgoët 1956. Isorropus lateritea ingår i släktet Isorropus och familjen björnspinnare. Inga underarter finns listade i Catalogue of Life.